# Infirmières pilotes secouristes de l'air
Les Infirmières pilotes secouristes de l'Air (IPSA) sont des équipes de bénévoles féminines créées en 1934 au sein de la Croix-Rouge française afin de porter secours aux blessés en utilisant les moyens aériens. Elles ont été utilisées pendant la Seconde Guerre mondiale, la guerre d'Indochine et la guerre d'Algérie. Elles cessent leur activité en 1984.

## Histoire des IPSA

### Création
En 1934, des représentantes des trois sociétés de la Croix-Rouge française, Corisande de Gramont pour l’Association des dames françaises (ADF), Françoise Schneider, née de Curel, pour la Société française de secours aux blessés militaires (SSBM), Vassilia de Vendeuvre (dite Lilia, 1897-1980) pour l’Union des femmes de France (UFF), décident de créer les premières équipes d’infirmières de l’Air,.
Il s’agit alors de former des infirmières diplômées au pilotage et aux évacuations par voie aérienne afin qu’elles puissent en cas d’urgence constituer des équipes en mesure d’intervenir partout, y compris dans les endroits difficilement accessibles de l’Empire colonial français.
Les trois fondatrices obtiennent l'aide et l'appui de l’Aéro-Club de France, qui délivre alors toutes les licences de pilotes en France. L’Aéro-Club décide d’affecter une partie des fonds d’une collecte destinée à ériger un monument à Hélène Boucher, morte aux commandes de son avion le 30 novembre 1934, pour offrir une formation de pilote à des jeunes filles qui veulent devenir infirmières de l’Air.

### Organisation
Les infirmières pilotes sont alors dirigées par une amicale groupant trois sociétés de la Croix-Rouge française (Société française de secours aux blessés militaires, Union des femmes de France, Association des dames françaises), ainsi que l’Association d’entraide et d’assistance morale et sociale et placée sous la direction des trois fondatrices.
L’Amicale est affiliée à l’Aéro-Club de France et à l’Union des Aéro-Clubs de la région parisienne ainsi qu’à la Fédération aéronautique française et siège 21, rue François-Ier, dans le 8e arrondissement de Paris.
Les membres de l’amicale se classent en deux catégories :
A) des infirmières pilotes qui ont à la fois une formation sanitaire et une pratique suivie du pilotage.
B) des Secouristes de l’Air, comprenant soit des infirmières pilotes, soit des pilotes non infirmières, soit des femmes médecins, anesthésistes, dentistes ou toutes autres spécialités capables de rendre des services sanitaires quelconques.
Les membres se doivent entre elles une assistance désintéressée. L’Association leur attribue au fur et à mesure des possibilités une aide matérielle sous forme de vols d’entraînement, cours de pilotage.

### Liens avec l'armée
Les IPSA sont avant tout une section de soignantes navigantes bénévoles au sein de la Croix-Rouge, mises à disposition de l'armée en cas de conflit. À ce titre, elles participent, dès 1936, à des manœuvres d’évacuation sanitaire avec la toute jeune Armée de l’air et fournissent même des appareils aux élèves-pilotes de l'Armée de l'air afin qu’ils puissent parfaire leur apprentissage en volant en aéro-club pendant leur temps libre.
À partir de 1946, de nombreuses IPSA se présentent au concours de convoyeuse de l'Air. Celles qui le réussissent passent ainsi du statut de bénévole assistant l'armée française, au statut de militaire de l'Armée de l'Air. De 1946 à 1976, la majorité du recrutement des convoyeuses de l'Air se fait ainsi parmi les infirmières préparées par le service de l’enseignement IPSA de la Croix Rouge Française.

### Formation
En 1934, avec l’appui du ministre de l’Air, le général Victor Denain, un enseignement spécifique démarre pour former les infirmières de l’air volontaires. L’appel à candidatures lancé par la Croix-Rouge connaît un immense succès, dans un contexte où la vie héroïque d’Hélène Boucher suscitait de nombreuses vocations de pilotes chez les femmes.
Chaque promotion IPSA porte un nom : 
| Année de la promotion | Nom de la promotion                   |
| --------------------- | ------------------------------------- |
| 1935                  | de Noailles                           |
| 1936                  | Lyautey                               |
| 1937                  | Jean Mermoz                           |
| 1938                  | Élisabeth Lion et Andrée Dupeyron     |
| 1939                  | Françoise Schneider                   |
| 1940                  | Claire Roman                          |
| 1941                  | Edmond Marin La Meslée                |
| 1942                  | Denise de Franclieu                   |
| 1943                  | Lilia de Vendeuvre                    |
| 1944                  | Antoine de Saint Exupéry              |
| 1946                  | Berthe Finat                          |
| 1947                  | Germaine L’Herbier-Montagnon          |
| 1948                  | Maryse Bastié                         |
| 1949                  |                                       |
| 1950                  | Cécile Idrac                          |
| 1951                  | Adrienne Bolland                      |
| 1952                  | Geneviève Roure et Gisèle Pons        |
| 1953                  | Charles Monier et Jules Joire         |
| 1954                  | Ceux de Dien Bien Phu                 |
| 1955                  | Élisabeth Boselli                     |
| 1956                  | Jeanne Despré et Colette de Lauriston |
| 1957                  | Ain-Amat                              |
| 1958                  | Jaïc Domergue                         |
| 1959                  | 25 ans des IPSA et Madeleine Cailleux |
| 1960                  | Janine Bourbon et Chantal de Jotemps  |
| 1961                  | Capitaine Pierre et Henri Ferrando    |
| 1962                  | Chantal Jourdy                        |

Lors du baptême de la promotion, le fanion IPSA est remis à la première de la promotion.
Dès la sortie de la promotion Jean Mermoz, le 16 novembre 1937, les infirmières pilotes secouristes de l’Air participent à des manifestations aériennes, où elles font la démonstration de simulation d’évacuations sanitaires par avion et opèrent les premiers transferts de malades et de blessés à la demande des hôpitaux. Elles assurent la sécurité sanitaire et les postes de secours des grands meetings de l’aviation populaire et d’autres grandes manifestations.
Après la Seconde Guerre mondiale, la préparation militaire IPSA inclut l’entraînement au parachutisme. De 1945 à 1959, 59 IPSA passent leur brevet de parachutisme.
À partir de 1950, les IPSA disposent de leur propre aéroclub, situé à l'aérodrome de Guyancourt et fondé par Lilia de Vendeuvre. Elles peuvent ainsi se former ou perfectionner au pilotage et  suivre un entraînement solide avec des monitrices  comme Jacqueline Golay-Herbinière, Jacqueline Pernay, Mireille Belbeze et Yvonne Jourjon.
En 1989, à la suite de la fermeture de l'aérodrome de Guyancourt, l'aéroclub déménage à l'aérodrome de Paris-Saclay-Versailles (aérodrome de Toussus-le-Noble).

## Quelques IPSA célèbres
En 1935, Marie Marvingt est la première à recevoir le diplôme du corps des Infirmières de l’air. Parmi d’autres IPSA célèbres on peut citer Maryse Bastié, qui entre aux IPSA en 1937, Joséphine Baker, Cécile Idrac, Geneviève Marie Madeleine Robert, Germaine L'Herbier-Montagnon, Claire Roman, Geneviève de Galard, Élisabeth Boselli et Jacqueline Domergue.